# Действие (психология)
Действие (англ. action, рerformance) — единица деятельности, целенаправленная преднамеренная активность, осуществляемая субъектом деятельности произвольно. 
В широком смысле действием является любое мотивированное поведение. Направленность действия необязательно осознается субъектом. Смысл действия также может быть скрыт от осознания.

## Отношение действия к операции
Всякое действие включает в себя операции. Сложные действия состоят из нескольких действий, также включающих операции. Действия могут переходить в операции, и наоборот:
- Превращение действия в операции означает дробление единицы деятельности.
- Превращение операции в действие означает укрупнение единицы деятельности.

## Структура действия
Каждое действие включает в себя ориентировочную, исполнительную, контрольную и корректировочную части. Все части тесно связаны как в прямом, так и обратном порядке.
- Ориентировочная часть — принятие решения.
- Исполнительная часть — реализация действия.
- Контрольная часть — сравнение результата с ожиданиями (обратная связь).
- Корректировочная часть — изменение решения и реализации действия на основе обратной связи.

Решающую роль в формировании действия играет ориентировочная часть, так как она определяет быстроту формирования и качество действия, обеспечивает правильное исполнение действия и рациональный выбор одного из множества возможных исполнений.

## Классификация видов действия
- Индивидуальное действие
- Коллективное действие

### В психологии
С точки зрения психологии:
- Управляющие.
- Исполнительные.
- Утилитарно-приспособительные.
- Перцептивные.
- Мнемические.
- Умственные.
- Коммуникативные (включая речевые).

### В педагогике
С педагогической точки зрения:
- Игровые.
- Учебные.
- Трудовые.
- Сценические.
- Спортивные.

### Другое
Другие виды классификаций:
- По степени осознанности выполнения: осмысленные, реактивные и импульсивные.
- По периодичности исполнения: регулярные и экстренные.